# Terremoto de Salta de 1948
El terremoto de Salta de 1948 fue un terremoto o movimiento sísmico que tuvo lugar en la provincia de Salta, Argentina, el 25 de agosto de 1948, a las 03:09 hora local. Registró una magnitud momento (Mw) de 7,0.
Su epicentro estuvo a 24.9°S 64.8°O / -24.9, -64.8, a una profundidad de 30 km.
Este terremoto se sintió con grado IX en la escala de Mercalli.
Ocasionó daños y víctimas en varias localidades del este y sudeste de las provincia de Salta y de Jujuy. También afectó a las ciudades capitales de ambas provincias. Fue el último terremoto importante del NOA (noroeste argentino), manteniéndose el silencio sísmico.